# トゥーラ・スヴォーロフ陸軍士官学校
トゥーラ・スヴォーロフ陸軍士官学校（トゥーラ・スヴォーロフりくぐんしががっこう、ロシア語: Тульское Суворовское военное училище、略称: TlSVU）は、1944年から1960年までトゥーラ市にあった軍事教育機関で、2016年に復活した。

## 歴史

### ソビエトでの歴史
トゥーラ・スヴォーロフ軍事学校の設立と初代学校長の任命に関する命令第01号は、1944年7月7日、I.S.ホフロフ少将によって署名された。1944年11月7日、10月社会主義革命の27周年記念日に、学校のグランドオープンが行われた。1945年6月24日、赤の広場の戦勝記念パレードに参加した。

同校の最初の卒業式は1949年だった。第8回目の卒業式は、137名の士官候補生が卒業し、そのうち12名が金メダル、39名が銀メダルを獲得する最大規模の卒業式となった。
1960年6月24日のソ連閣僚会議決議第662号と1960年7月4日の陸軍総司令官指令第OSH/290450号に基づき、トゥーラ・スヴォロフ軍事学校は1960年9月10日までに解散し、その教育・教材に基づいて寄宿学校が設立され、2001年8月まで存在していた。400人以上の生徒が他のスボロフ軍学校（ボロネジ、モスクワ、ミンスク）に配属された。
創立以来16年間で、900人以上の生徒が人生のスタートを切っています。同校で学んだ生徒のうち、72人が金メダル、130人が銀メダルを獲得している。
学生の大半は陸海軍の士官として活躍し、科学者、エンジニア、スポーツマンとして活躍している。約150人の学生が博士号や博士論文を提出し、教授や名誉ある文化人、名誉ある科学技術人、発明家になっている。

### ロシア連邦での歴史
2016年3月、ロシア連邦の英雄であるトゥーラ州知事のダイミン中将の発案で、ロシアのウラジーミル・プーチン大統領はトゥーラ・スヴォーロフ軍事学校の復活を決定した。2016年4月、トゥーラの東部バイパスに新しい研修棟の建設が始まり、新年度開始の前夜に完成した。3階建ての本館、4階建ての寮2棟、3階建ての食堂、医療センター、屋内スポーツ施設、その他多くの施設が記録的な速さで建設された。
空挺部隊のドミトリー・バレリエヴィチ・サクセーエフ大佐が校長に任命された。2016年9月1日、最初の240名の生徒が本校で研修を開始しました。建設が完了すると、560人の士官候補生を養成できるようになる。
2016年9月8日、ロシアのウラジーミル・プーチン大統領と国防大臣のセルゲイ・ショイグ陸軍大将が学校を訪れた。訪問の際、同校に軍旗が贈られた。
|                                                |                | |                                  |
| ロシアのプーチン大統領によるスボロフ隊への挨拶 | 贈呈された軍旗 | 学校長、ドミトリー・サクセーエフ大佐、ロシア連邦大統領ウラジーミル・プーチン、ロシア連邦国防大臣セルゲイ・ショイグ陸軍大将 | 学校の教室で生徒とプーチン大統領 |

2017年春には第2期工事が始まり、屋内スポーツ施設、寮棟、スタジアム、障害物コース、ミニサッカーとバレーボールコート、コート、運動場、屋内駐車場が建設された。
学校は空挺部隊の司令官の指揮下にある。

## 歴代の校長
- 1944 - 1945 - ホクロフ、イワン・ステパノビッチ少将
- 1945 - 1947 - フロロフ ドミトリー・セミョノビッチ少将
- 1947 - 1950 -セメノフ，アレクセイ・イワノビッチ中将
- 1950 - 1956 -シュルシン，アンドレイ・アンドレヴィチ少将
- 1956 - 1960 -シポヴィッチ，ミハイル・イワノヴィチ少将 (ソビエト連邦の英雄)
- 2016年～ドミトリー・ワレリエヴィチ・サクセーエフ大佐

## 著名な卒業生
- ヴィトゥーシキン、アナトリー・ゲオルギエヴィチ (1931-2004) - 金メダルを獲得して大学を卒業し、M.V. にちなんで名付けられたモスクワ州立大学の物理および数学の学部を優等で卒業しましたで。候補者と博士論文を擁護したロモノソフは、ロシア科学アカデミーの正会員、ソ連国家賞の受賞者に選出されました。
- グセフ、ユーリ・アレクサンドロビッチ(1935-1992) - 大佐。
- イワノフ・エドゥアルド・エフゲニービッチ-ソ連最大のマイクロエレクトロニクス企業「オングストローム」の責任者、電子産業副大臣、社会主義労働者の英雄、ソ連国家賞を2回受賞、技術科学の候補者。
- チュヴァキン、アナトリー・ロマノビッチ-中将（ 1952年卒業）は、ソ連国防会議の書記官 - ソ連軍の参謀総長補佐を務めた。
- シリヤエフ、アルトゥール・ドミトリエヴィチ- 最初の卒業生で卒業生で最初の将軍。

## 著名な学生
- セルゲイ・アンドレーエヴィッチ・アリョシュコフ - 1944年に入学した史上最年少の軍人で入学時8歳、健康上の理由により退学した。

## リファレンス
1. ↑  “Тульское суворовское военное училище. 1944-1960 - Суворовское военное училище”.   www.svu.ru. 2016年9月19日時点のオリジナルよりアーカイブ。2019年7月25日閲覧。
2. ↑  “Министр обороны принял участие в рабочей поездке Президента России в Тульскую область”. Сайт Минобороны России.   ens.mil.ru. 2020年7月5日時点のオリジナルよりアーカイブ。2019年7月25日閲覧。
3. ↑  “Путин: суворовское училище в Туле приумножит традиции военного образования” (ロシア語).   РИА Новости (20160908T1723+0300Z). 2019年7月25日時点のオリジナルよりアーカイブ。2019年7月25日閲覧。
4. ↑  “Начался второй этап строительства Тульского суворовского военного училища.”. Сайт Минобороны России.   function.mil.ru. 2020年7月4日時点のオリジナルよりアーカイブ。2019年7月25日閲覧。
5. ↑  “Министр обороны генерал армии Сергей Шойгу провел селекторное совещание с руководством Вооруженных Сил”. Сайт Минобороны России.   function.mil.ru. 2020年7月6日時点のオリジナルよりアーカイブ。2019年7月25日閲覧。
6. ↑  “Тульское Суворовское военное училище подчинят ВДВ” (ロシア語).   tula.mk.ru. 2019年7月25日時点のオリジナルよりアーカイブ。2019年7月25日閲覧。